# Gerichtskampf

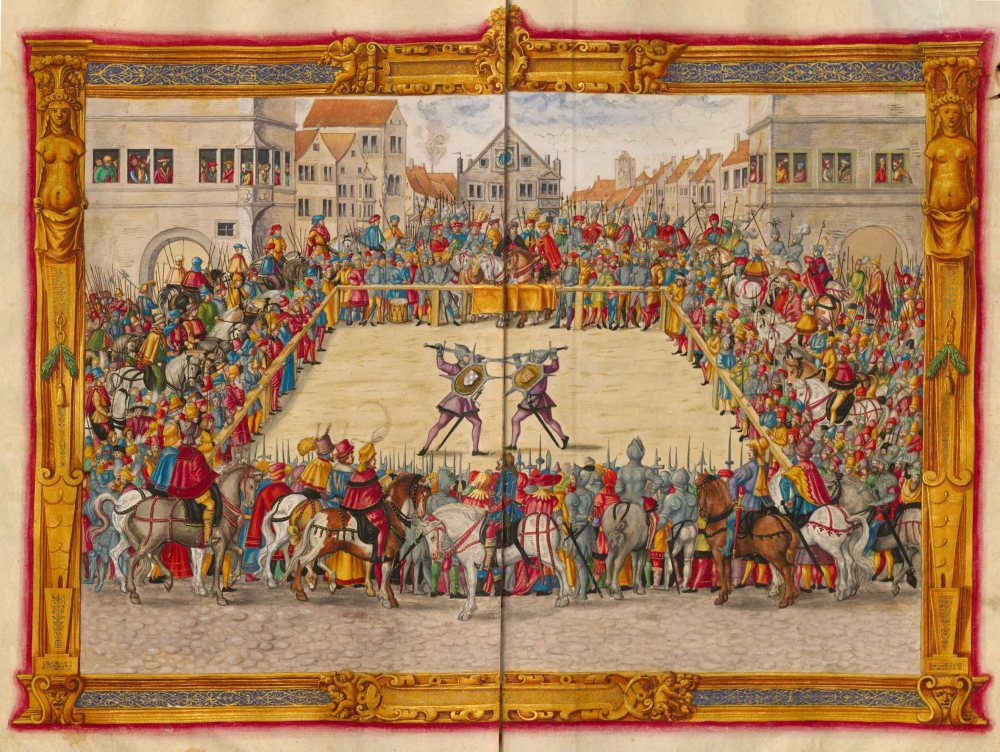
Darstellung eines Gerichtskampfes (um 1544)

Der Gerichtskampf oder gerichtliche Zweikampf (lateinisch duellum) war ein Rechtsinstitut im Mittelalter und diente zur Klärung von in anderer Form nicht lösbaren Streitigkeiten, vorrangig unter Rittern und freien Bürgern. Die Entscheidung wurde vom Grundsatz her über lange Zeit als Gottesurteil angesehen. Der Gerichtskampf war der Vorläufer der Duelle zwischen dem 17. und 19. Jahrhundert.

## Ursprünge und Allgemeines
Der Ursprung des ritterlichen Gerichtskampfes liegt im Holmgang, dem gerichtlichen Zweikampf unter Freien, der bei verschiedenen germanischen Stämmen als Mittel der Streitbeilegung üblich war. Dieser rechtliche Brauch verbreitete sich in der Völkerwanderungszeit in ganz Europa. Der Kampf stellte kein bloßes Faustrecht dar, es handelte sich vielmehr um ein prozessuales Mittel im Rahmen eines mehr oder minder geregelten gerichtlichen Verfahrens. Die Gegner oder der Ankläger suchten den Gerichtsherrn auf und baten ihn, den Gerichtskampf austragen zu lassen.
Insbesondere konnte ein solcher Zweikampf auch als Zwischenverfahren zur Klärung der Wahrheitsfrage bei sich widersprechenden Zeugnissen dienen. Nachdem auf diese Weise der Sachverhalt geklärt worden war, konnte der eigentliche Prozess weitergehen. In dieser Form wird die Funktion des Zweikampfes in einem Kapitulare Kaiser Ludwigs des Frommen aus dem Jahre 816 geschildert, dem frühesten erhaltenen schriftlichen Zeugnis über eine gerichtliche Kampfregelung. Darin heißt es:
Wenn sich [vor Gericht] die beiden Zeugenparteien derart widersprechen, dass eine Partei der anderen in keiner Weise nachgeben will, sollen zwei aus ihrer Mitte, d. h. einer aus jeder Partei, ausgewählt werden, damit sie mit Schilden und Stöcken auf dem Kampfplatz kämpfen. Und dem Kämpfer, der des Meineides, den er vor dem Kampf begangen hat, überführt wird, soll die rechte Hand amputiert werden. Die übrigen Zeugen aber derselben Partei, die sich als falsch erwiesen, mögen ihre Hand freikaufen.
An dem Kampf konnten zwei oder auch mehr Kämpfer, die sich dann zu gegnerischen Parteien zusammenfanden, beteiligt sein. Es gab auch Berufskämpfer, so genannte Champione oder Kämpen, die bei gerichtlichen Zweikämpfen für eine bestimmte Entlohnung einen der Beteiligten vertraten. Insbesondere Frauen, Kinder, alte Menschen und Behinderte hatten das Recht, Kampfesstellvertreter aufzubieten, eine Pflicht, der normalerweise der Hausvater nachkommen musste.
Der als schicksalhaft aufgefasste Ausgang des Kampfes hatte lange Zeit den Charakter eines (zweiseitigen, d. h. von zwei Parteien gegeneinander erstrittenen) Gottesurteils, da die Rechtsuchenden und die Öffentlichkeit zumindest vom Grundsatz her davon ausgingen, Gott stehe demjenigen Kämpfer bei, auf dessen Seite sich das Recht befindet.

## Der hochmittelalterliche Gerichtskampf im Sachsenspiegel

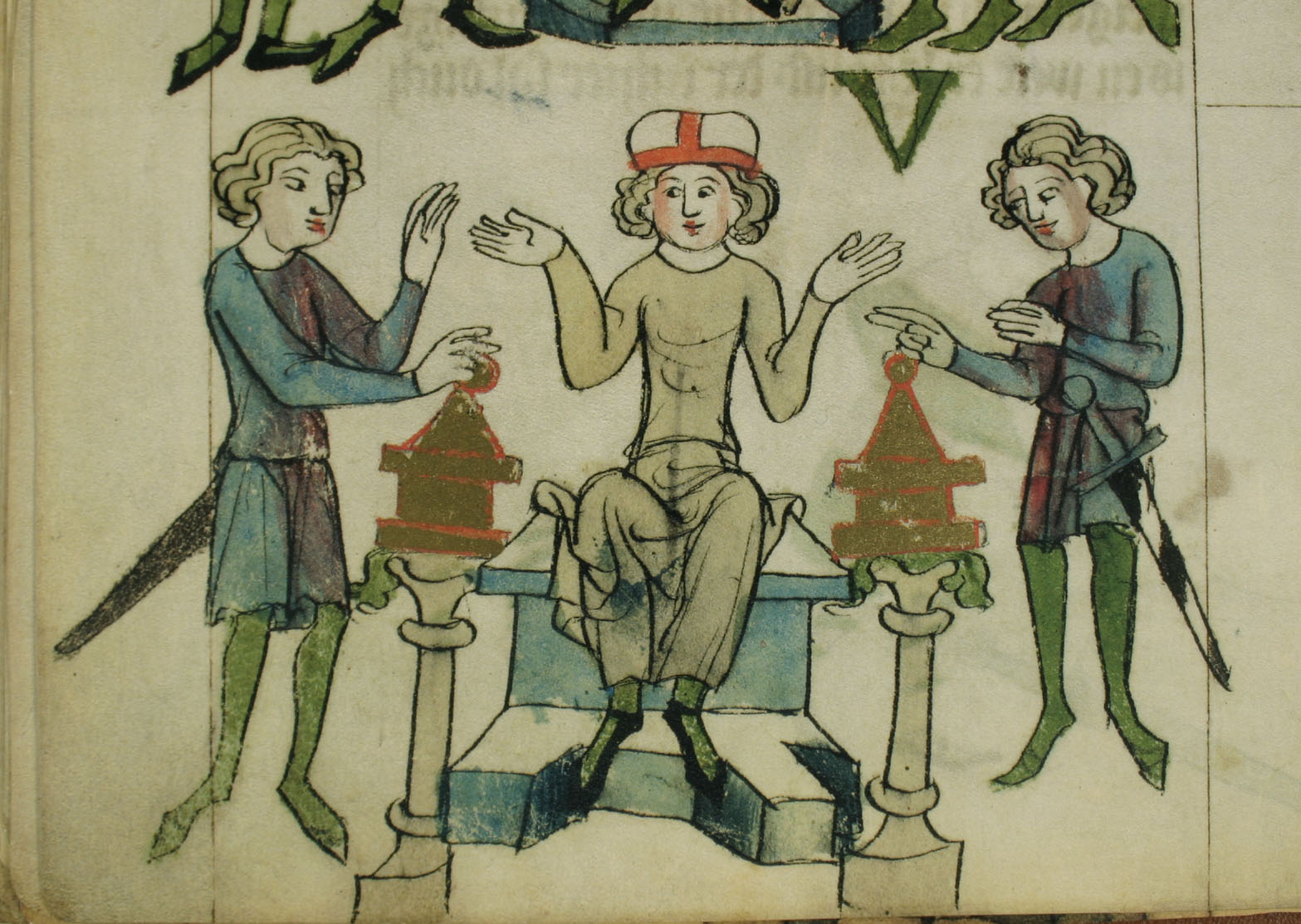
Eid auf die Reliquien, Wolfenbütteler Bilderhandschrift des Sachsenspiegels aus dem 3. Viertel des 14. Jhs.

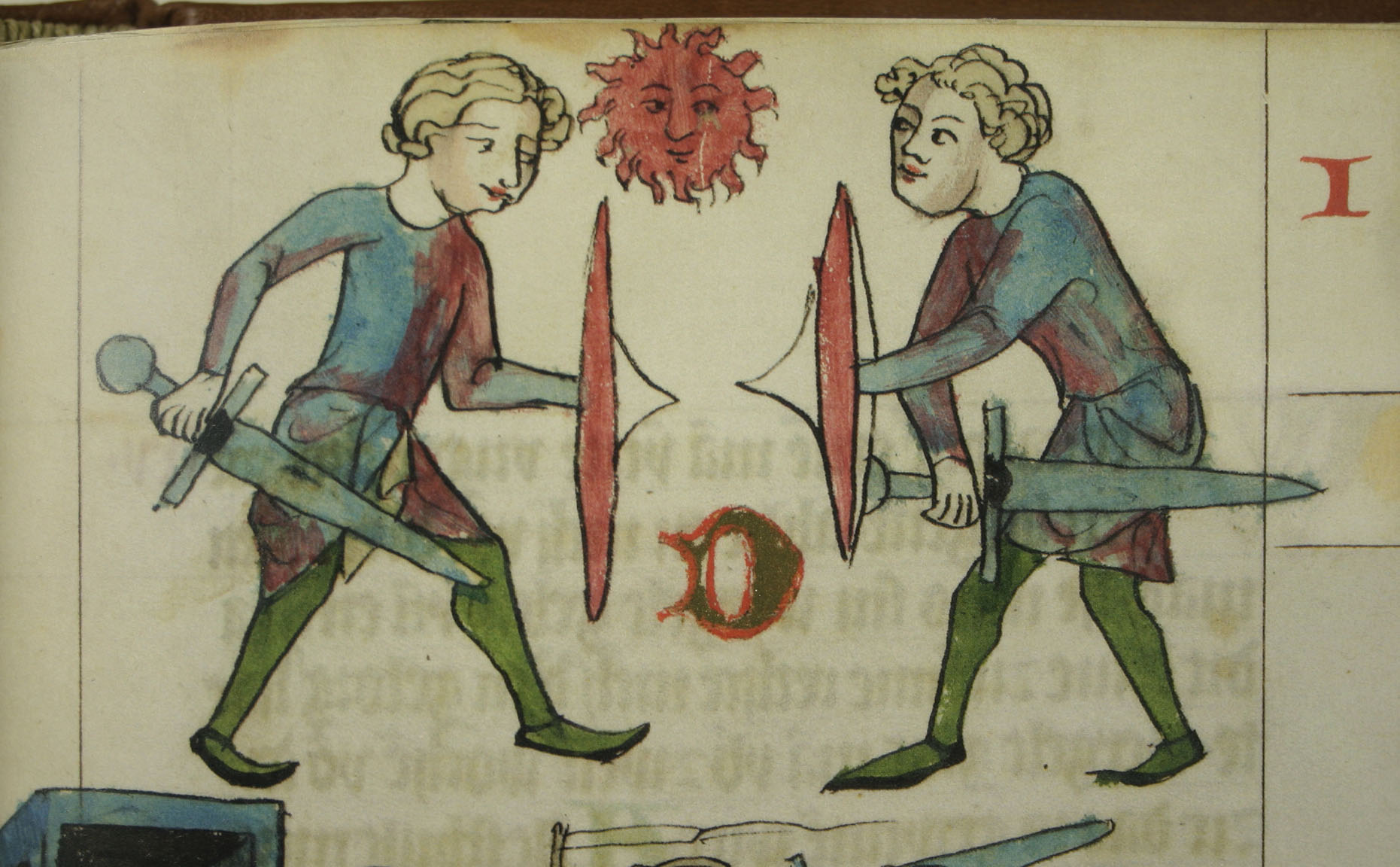
„Die Sonne soll man ihnen gleich zuteilen“, Wolfenbütteler Bilderhandschrift des Sachsenspiegels aus dem 3. Viertel des 14. Jahrhunderts.

Ausführlicher wird der gerichtliche Zweikampf im Sachsenspiegel aus der Zeit um 1230 dargestellt. Die Grundkonstellation bildet wiederum der Fall, dass sich der Leugnungseid des Beklagten und der Gegeneid des Klägers widersprechen, also Aussage gegen Aussage steht und durch Kampf geklärt werden soll, wer die Wahrheit sagt und wer lügt. Vom Grundsatz her konnte der Kampf folglich in jeder Art eines kontradiktorischen Rechtsstreites als Entscheidungsmittel dienen, wenn beide Parteien auf ihrer Aussage beharrten und sich der Anspruch nicht anderweitig ausgleichen ließ. Als Waffe hatte mittlerweile das Schwert die Stelle der früher verwendeten Stöcke eingenommen. Ziel des Kampfes war dennoch nicht der Tod, sondern die Kampfunfähigkeit des Gegners.
Während der Sachsenspiegel sich in der Regel durch eine knappe und geschliffene Sprache auszeichnet, wird er bei der seitenlangen Beschreibung des Zweikampfes ungewöhnlich weitschweifig; der Zweikampf wird gleichsam als ein ehrwürdiges Ritual gefeiert.
Wie beim späteren privaten Duell spielt auch schon beim gerichtlichen Zweikampf die Frage der Ebenbürtigkeit eine gewisse Rolle. Es heißt: Jeder Mann kann Zweikampf weigern dem, der niedriger geboren ist als er; wer aber besser geboren ist, den kann der niedriger Geborene nicht wegen seiner besseren Geburt zurückweisen, wenn jener ihn herausfordert (Ldr. I/63,3).

### Die Klage
Der Sachsenspiegel setzt den Fall voraus, dass ein Mann Gewalt erlitten hat und den Täter später auf einer regulären Gerichtsversammlung wiedersieht. In diesem Fall soll er sich folgendermaßen verhalten: Wenn jemand einen seiner Standesgenossen kämpflich herausrufen will, der muss den Richter bitten, dass er sich seines Friedebrechers zu Recht bemächtigen dürfe, den er da sehe … So muss er ihn (deswegen) beschuldigen, dass er den Frieden an ihm gebrochen habe, entweder auf des Königs Straße oder in einem Dorfe … So beschuldige er ihn zweitens, dass er ihn verwundet habe und ihm Gewalt angetan habe, die er (durch Vorweisung von Wunden oder Narben) beweisen könne … So klage er (aber) weiter, dass er ihn seines Gutes beraubt habe … Wegen dieser drei Verbrechen soll er auf einmal klagen.
So spreche er weiter: Dort sah ich ihn selber und beschrie ihn mit dem Notruf … So erbitte jener (Beklagte) eine Gewährschaft (d.h. eine Bürgschaft des Klägers, die an den Beklagten fällt, wenn die Klage scheitern sollte) … Wenn die Gewährschaft geleistet ist, so biete jener (Beklagte) seinen Unschuldsbeweis, das ist ein Eid und ein rechtmäßiger Zweikampf (Ldr. I/63,2).

### Vorbereitung auf den Kampf
Der Richter soll auch einen Schild und ein Schwert dem stellen, den man da beschuldigt (wenn er dessen bedarf) … Er soll zwei Boten geben, jedem von denen, die da fechten sollen, die darauf sehen, dass man sie rüste nach der rechten Gewohnheit. Leder und Leinzeug dürfen sie anziehen, soviel sie wollen. Haupt und Füße sind ihnen vorne bloß, und an den Händen sollen sie nichts als dünne Handschuhe haben; ein bloßes Schwert in der Hand und eins umgegürtet oder zwei, das steht in ihrer Wahl; einen runden Schild in der anderen Hand, daran nichts als Holz und Leder sei außer dem Buckel, der kann eisern sein … Vor den Richter sollen sie beide gerüstet gehen und schwören, der eine: dass die Schuld wahr sei, deswegen er ihn verklagt hat; und der andere (soll schwören), dass er unschuldig sei, auf dass ihnen Gott so zu ihrem Kampf helfe.

### Der Kampf
Frieden soll man dem Kampfring bei dem Hals gebieten, dass sie niemand an ihrem Kampf hindere. Jedem von ihnen soll der Richter einen Mann geben, der seine Stange trage. Der soll sie in nichts hindern, außer dass er die Stange dazwischen stecke, wenn einer von ihnen fällt oder wenn er verwundet wird oder die Stange erbittet; dieses darf er nicht tun, er habe denn Erlaubnis von dem Richter … Wird der überwunden, gegen den man klagt, man richtet über ihn; obsiegt er, jener (Kläger) lässt ihn fahren mit Strafgeld (ans Gericht) und mit Buße (an den Beklagten persönlich, Ldr. I/63,4).
Es war also durchaus denkbar, dass ein Mann im Zweikampf nur leicht verwundet unterliegt und danach vom Gericht als Friedensbrecher zum Tode verurteilt wird.

## Spätzeit und Niedergang
Nach Hermann Nottarp beschränkte sich der gerichtliche Zweikampf in den späteren Jahrhunderten in Deutschland, Frankreich, England, Spanien, Italien, Böhmen und Ungarn auf das königliche Hofgericht und einige bevorrechtete landesherrliche Hofgerichte. Die Kampfordnungen regelten mit reichlich viel Umständlichkeiten den Kampf, sodass er schließlich in lauter Förmlichkeiten zerflatterte. Einen Sonderfall des Gerichtskampfes stellte der vor dem Reichstag ausgetragene Kampf von Sieben gegen Sieben wegen Urteilsschelte dar.
Das Aussterben des bereits im 13. Jahrhundert von der Kirche verbotenen gerichtlichen Zweikampfes auf der Ebene der gewöhnlichen Gerichte – „meist durch die Sitte und weniger infolge gesetzlicher Verbote“ – fiel mit der allmählichen Ausbreitung der Folter als gerichtliche Methode der Wahrheitsfindung seit dem 14. Jahrhundert zusammen. 
Später entwickelte sich aus dem Gerichtskampf das neuzeitliche Duell, in dem eine Reihe von Vorstellungen aus dem Mittelalter weiterlebten. Indem der Zweikampf aus dem Rechtsleben in den privaten Bereich verlagert wurde, ging die schicksalhaft-religiöse Dimension der Entscheidungsfindung zunehmend verloren und wurde durch den ständischen Ehrbegriff ersetzt.
Verschiedene Arten und Techniken des spätmittelalterlichen Gerichtskampfes – so der Gerichtskampf zwischen Mann und Frau – wurden von Hans Talhoffer beschrieben.